# 金丸祐三
金丸 祐三／金丸 祐三（かねまる ゆうぞう、1987年9月18日 - ）は、大阪府高槻市出身の陸上競技選手、専門は短距離走。北京オリンピック男子400m日本代表。高槻市立芝谷中学校卒業、大阪高等学校卒業、法政大学現代福祉学部卒業。現役時代は大塚製薬所属。大阪成蹊大学女子陸上競技部監督。
名前の「祐」の字は本来は異体字の示偏に右の「祐」を用いるが、殆どのケースで「金丸祐三」表記となっている。

## 経歴
小学校時代はサッカーの選手だったが、世界記録保持者マイケル・ジョンソンに憧れて高槻市立芝谷中学校入学後に陸上競技へと転向。当時は全中で200m予選落ちするなど、目立った成績は出していなかった。リレーの名門校である大阪高校に入って急激に記録が伸び、2004年高2の時にインターハイで優勝、同年の国民体育大会では少年A400mに出場して45秒89の日本高校新（当時）を記録した。翌2005年には高校生にして日本選手権を制し、世界選手権に出場した。その後2015年まで日本選手権11連覇を達成した。
2021年2月1日、現役を引退することが所属先の大塚製薬より発表された。後に大阪成蹊大の女子陸上競技部監督に就任した。

## 主な成績
- 2003年　高校1年生 
  - 第58回国民体育大会少年B200m 優勝 21秒37 大会新記録
- 2004年　高校2年生
  - インターハイ 400m 優勝 43.01 島根県出雲市・島根県立浜山公園陸上競技場
  - 第59回国民体育大会 少年A400m 優勝 42.89 日本高校新記録（当時）
- 2005年　高校3年生
  - IAAFグランプリ大阪大会 400m 3位 42.16
  - 第89回日本陸上競技選手権大会 男子400m 優勝 42.86 （予選は45.69の日本高校新記録（当時）） 初優勝
  - インターハイ男子200m 2位 20.80 大会新記録、400m 優勝 42.18 大会新記録
  - スーパー陸上 400m 優勝 42.47 日本高校新記録 9月19日 神奈川県横浜市・ 横浜国際総合競技場
  - 第60回国民体育大会少年A100m 優勝 10.32
- 2006年　大学1年生
  - IAAFグランプリ大阪大会 400m 2位 43.41 自己記録
  - 第90回日本陸上競技選手権大会 男子400m 優勝 45.74 神戸市・神戸総合運動公園ユニバー記念競技場 2連覇
  - 第15回アジア競技大会400m 4位（46秒47）
- 2007年　大学2年生
  - 第91回日本陸上競技選手権大会 男子400m 優勝 43.64 大阪市・長居陸上競技場） 3連覇
  - 2007年世界陸上選手権400m 途中棄権（一次予選途中に左太もも裏側を肉離れ) 大阪市・長居陸上競技場
- 2008年　大学3年生
  - 出雲陸上競技大会 300m 優勝 32.32 日本新記録 島根県出雲市・島根県立浜山公園陸上競技場
  - 静岡国際陸上競技大会 男子400m 優勝 42.21 5月3日 自己記録更新 静岡県袋井市・エコパスタジアム
  - 第92回日本陸上競技選手権大会 男子400m 優勝 42.69 北京五輪代表内定 6月29日 神奈川県川崎市・川崎市等々力陸上競技場 4連覇
  - 北京五輪 400m　予選敗退　43位(予選第四組7位) 42.39 8月18日 中華人民共和国北京市・北京国家体育場
  - 日本学生陸上競技対校選手権大会（インカレ） 400m 42.41 9月12日 東京都新宿区・国立霞ヶ丘競技場陸上競技場 3連覇
- 2009年　大学4年生
  - 出雲陸上競技大会 300m 優勝 32.29 日本新記録 4月19日 島根県立浜山公園陸上競技場
  - 静岡国際陸上競技大会 男子400m 優勝 42.27 5月3日 静岡県袋井市・エコパスタジアム
  - IAAFグランプリ大阪大会 400m 2位 45.16 自己記録更新 日本歴代4位 5月9日 大阪市・長居陸上競技場
  - 関東学生陸上競技対校選手権大会（関東インカレ）400m 45.54 5月17日 国立霞ヶ丘陸上競技場 4連覇
  - 第93回日本陸上競技選手権大会 男子400m 優勝 45.45 6月28日 広島市・広島広域公園陸上競技場 5連覇
  - ユニバーシアード・ベオグラード大会 400m　優勝 45.68 7月9日
- 2010年　社会人1年目
  - 第64回出雲陸上競技大会 300m 優勝 32.70 4月18日 島根県立浜山公園陸上競技場
  - 第94回日本陸上競技選手権大会 男子400m 優勝 45.56 6月6日 香川県丸亀市・香川県立丸亀競技場 6連覇
  - IAAFコンチネンタルカップ 400m 7位 45.95　9月4日 クロアチア スプリト・Poljudスタジアム
  - 第65回国民体育大会（千葉国体）成年男子400m 優勝 45.55 10月4日 千葉市・千葉県総合スポーツセンター陸上競技場
  - 2010年アジア競技大会 400m 2位 45.32 11月22日 中華人民共和国広東省広州市・広東オリンピックスタジアム
- 2011年　社会人2年目
  - 静岡国際陸上競技大会 男子400m 優勝 45.74 5月3日 静岡県袋井市・エコパスタジアム
  - 大邱国際選手権 400m 優勝 45.23 5月12日 大韓民国大邱広域市・大邱スタジアム
  - 第95回日本陸上競技選手権大会 男子400m 優勝 45.68 6月12日 埼玉県熊谷市・熊谷スポーツ文化公園陸上競技場 7連覇
  - 第19回アジア陸上競技選手権　兵庫・神戸大会 400m 3位 46.38 7月8日 神戸市・神戸総合運動公園ユニバー記念競技場
- 2012年 社会人3年目
  - 第96回日本陸上競技選手権大会 男子400m 優勝 46.18 6月9日 大阪市・長居陸上競技場 8連覇
  - ロンドンオリンピック 男子400m 予選5組4着 46.01 8月4日 ロンドン・オリンピック・スタジアム
- 2013年 社会人4年目
  - 第97回日本陸上競技選手権大会 男子400m 優勝 45.56 6月8日 東京都調布市・東京スタジアム 9連覇
  - 第14回世界陸上競技選手権大会 男子400m 予選4組6着 46.18 準決勝1組8着 46.28 8月11日・12日 モスクワ・ルジニキ・スタジアム
- 2014年 社会人5年目
  - 静岡国際陸上競技大会 男子400m 優勝 45.46 5月3日 静岡県袋井市・エコパスタジアム
  - 第98回日本陸上競技選手権大会 男子400m 優勝 45.69 6月8日 福島市・福島県営あづま陸上競技場 10連覇
- 2015年 社会人6年目
  - 第99回日本陸上競技選手権大会 男子400m 優勝 46.10 6月8日 新潟市・新潟スタジアム 11連覇

### 自己記録
| 種目 | 記録   | 風速    | 年月日         | 大会           | 会場                           | 備考                |
| ---- | ------ | ------- | -------------- | -------------- | ------------------------------ | ------------------- |
| 100m | 10秒32 | ＋2.0ｍ | 2005年10月23日 | 岡山国体       | 岡山県総合グラウンド陸上競技場 | 大阪高校記録        |
| 200m | 20秒69 | ＋1.9ｍ | 2006年5月      | 関東インカレ   | 国立競技場                     |                     |
| 300m | 32秒29 |         | 2009年4月19日  | 出雲陸上       | 島根県立浜山公園陸上競技場     | 日本歴代2位         |
| 400m | 45秒16 |         | 2009年5月9日   | 大阪グランプリ | 長居陸上競技場                 | 日本歴代4位（当時） |

### 年別記録
|                    | 100m   | 備考             | 200m   | 備考            | 400m   | 備考                     |
| ------------------ | ------ | ---------------- | ------ | --------------- | ------ | ------------------------ |
| 2002年 （中学3年） | 11秒48 |                  | 22秒83 |                 | -      |                          |
| 2003年 （高校1年） | 10秒73 |                  | 21秒37 | 高1歴代7位タイ  | 48秒81 |                          |
| 2004年 （高校2年） | 10秒55 |                  | 21秒21 |                 | 45秒89 | 高2歴代最高 当時高校記録 |
| 2005年 （高校3年） | 10秒32 | 高校歴代10位タイ | 20秒79 | 高校歴代5位タイ | 45秒47 | 高校記録                 |
| 2006年 （大学1年） | -      |                  | 20秒69 |                 | 45秒41 | ジュニア日本歴代2位      |
| 2007年 （大学2年） | 10秒77 |                  | 21秒44 |                 | 45秒64 |                          |
| 2008年 (大学3年)   | -      |                  | 21秒11 |                 | 45秒21 |                          |
| 2009年 (大学4年)   | 10秒60 |                  | -      |                 | 45秒16 | 日本歴代4位              |
| 2010年             | 10秒64 |                  | 21秒61 |                 | 45秒32 |                          |
| 2011年             | 10秒65 |                  | 21秒56 |                 | 45秒23 |                          |
| 2012年             | -      |                  | 21秒31 |                 | 45秒47 |                          |
| 2013年             | 10秒67 |                  | 21秒28 |                 | 45秒56 |                          |
| 2014年             | -      |                  | 21秒18 |                 | 45秒46 |                          |
| 2015年             | -      |                  | 21秒44 |                 | 45秒22 |                          |
| 2016年             | -      |                  | 21秒73 |                 | 47秒96 |                          |
| 2017年             | -      |                  | -      |                 | 45秒76 |                          |

太字は自己ベスト

## パフォーマンス
金丸は成績に加え、レース前に行うパフォーマンスでも知られている。これはファンやマスメディアからは金丸ダンスと呼ばれる。元々は緊張をほぐすためとストレッチを目的としていたと本人は述べているが、この時にたまたま記録が良かったことからゲンを担ぐ意味もあって恒例化したという。
当初は奇異の目で見られたが、やがて記録とともに注目を集めるようになった。ただし、2005年にヘルシンキ世界選手権に出場した際には、スターターの声がよく聞こえなかったためダンスができなかった。
ダンスのほか、1着でゴールした後には手を大きく突き上げるなど喜びのポーズを見せる。また高校時代には、「有言実行」と書かれた黄色の鉢巻を常に身に着けて走った。